# ロベルト・ナバーロ
- ロベール・ナバーロ

ロベルト・ナバーロ・ムニョス（Robert Navarro Muñoz、2002年4月12日 - ）は、スペイン・バルセロナ出身のサッカー選手。カディスCF所属。ポジションはMF。

## クラブ経歴
カタルーニャ州のバルセロナに生まれ、3歳のころにナバーラ州のパンプローナに移住した。2011年に地元クラブのCAオサスナに加入したが、2013年にFCバルセロナのカンテラに移籍した。2018年7月13日、ASモナコに移籍した。移籍後は主にリザーブチームでの出番がメインであり、トップチームでの出場は叶わなかった。
2019年9月2日、レアル・ソシエダと3年契約を交わした。Bチームに登録されると、2019-20シーズンには17歳ながらセグンダ・ディビシオンBの舞台で16試合に出場した。2020年12月16日、FCバルセロナとのアウェーゲームでトップチームデビューを果たした。
2021-22シーズン開幕前、レアル・ソシエダのディレクターであるロベルト・オラべにより、トップチーム昇格が発表された。

## 所属クラブ
ユース経歴
- CAオサスナ
- FCバルセロナ

プロ経歴
- 2018年 - 2019年  モナコII
- 2019年 -  ASモナコ
- 2019年 - 2021年  レアル・ソシエダB
- 2020年 -  レアル・ソシエダ
  - 2023年 -  カディスCF(期限付き移籍)